# Wrzenie (fizyka)

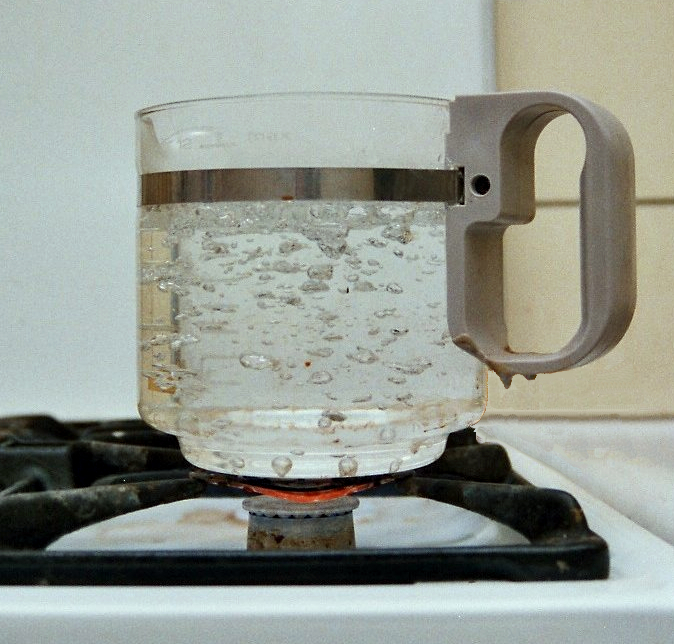
Wrzenie wody

Wrzenie – zjawisko przemiany cieczy w gaz (parę), podczas którego powstają i rosną pęcherzyki pary nasyconej w objętości cieczy. Wrzenie jest więc gwałtownym parowaniem nie tylko na powierzchni, ale także w całej objętości. Wrzenie wymaga dostarczania energii do wrzącego ciała, dlatego jest przejściem fazowym pierwszego rodzaju i jest procesem endotermicznym.
Ciecz wrze, gdy prężność pary jest równa ciśnieniu zewnętrznemu.
Przy wrzeniu cieczy w naczyniu, w którym ścianki są powierzchniami grzejnymi, nierówności ścianek i zanieczyszczenia znajdujące się w cieczy stanowią zarodki, na których powstają pęcherzyki pary.
Powstające pęcherze z parą unoszą się ku górze dzięki sile wyporu. Po wypłynięciu na powierzchnię cieczy pękają a zawarta w nich para przechodzi do przestrzeni nad cieczą.
Wrzenie jest możliwe przy odpowiednim ciśnieniu w każdej temperaturze, w której może istnieć ciecz, czyli między punktem potrójnym a punktem krytycznym. Przy danym ciśnieniu zewnętrznym wrzenie cieczy zachodzi w określonej temperaturze, zwanej temperaturą wrzenia. Wzrost ciśnienia zewnętrznego powoduje wzrost temperatury wrzenia, gdyż ciśnienie pary musi się zrównać z ciśnieniem zewnętrznym, co wymaga podwyższenia temperatury (zob. równanie Clapeyrona). Przy ciśnieniu jednej atmosfery fizycznej woda wrze w temperaturze 100 °C. Przy odpowiednio niższym ciśnieniu woda wrzeć może nawet w temperaturze pokojowej.
Ciśnienie w pęcherzyku pary jest większe od ciśnienia nad cieczą, wpływa na to ciśnienie hydrostatyczne cieczy oraz napięcie powierzchniowe cieczy. Napięcie powierzchniowe (σ) wywołuje przyrost ciśnienia (Δp) zależny od promienia (r) pęcherzyka (Δp = 2·σ/r). Istnienie (powstanie) pęcherzyka o danym promieniu jest możliwe pod warunkiem, że temperatura cieczy przekroczy temperaturę równowagi ciecz-gaz przy ciśnieniu w hipotetycznym pęcherzyku, dlatego temperatura we wrzącej cieczy i stykającym się z nią gazie nie jest jednakowa. Ciecz w pobliżu podgrzewanej ścianki ma temperaturę większą od temperatury wrzenia (dla wody w odległości 1 mm od ścianki temperatura może być nawet o 10 °C wyższa od temperatury wrzenia, a w odległości 1 cm – do 0,5 °C).
Wrzenie czystej cieczy w naczyniu o gładkich ściankach rozpoczyna się w wyższej temperaturze. Ciecz o temperaturze większej od temperatury wrzenia jest nazywana cieczą przegrzaną. Stan taki w warunkach domowych można niekiedy osiągnąć podgrzewając wodę w kuchence mikrofalowej. Jest to potencjalnie niebezpieczne, gdyż przegrzana woda nie wyróżnia się niczym szczególnym, a wstrząśnięcie naczynia lub dodanie do niej zarodków wrzenia (np. przez wsypanie herbaty) powoduje gwałtowne powstanie dużych ilości pary. Para ta, uwalniając się gwałtownie z naczynia, rozpryskuje znaczne ilości wrzątku wokoło, co grozi oparzeniami. Zarodkami wrzenia mogą być też zjonizowane molekuły, zjawisko to wykorzystano w komorze pęcherzykowej do obrazowania śladów cząsteczek jonizujących.
Rozpuszczenie w cieczy ciała stałego powoduje wzrost temperatury wrzenia (zob. prawo Raoulta).